# 카잔의 성모

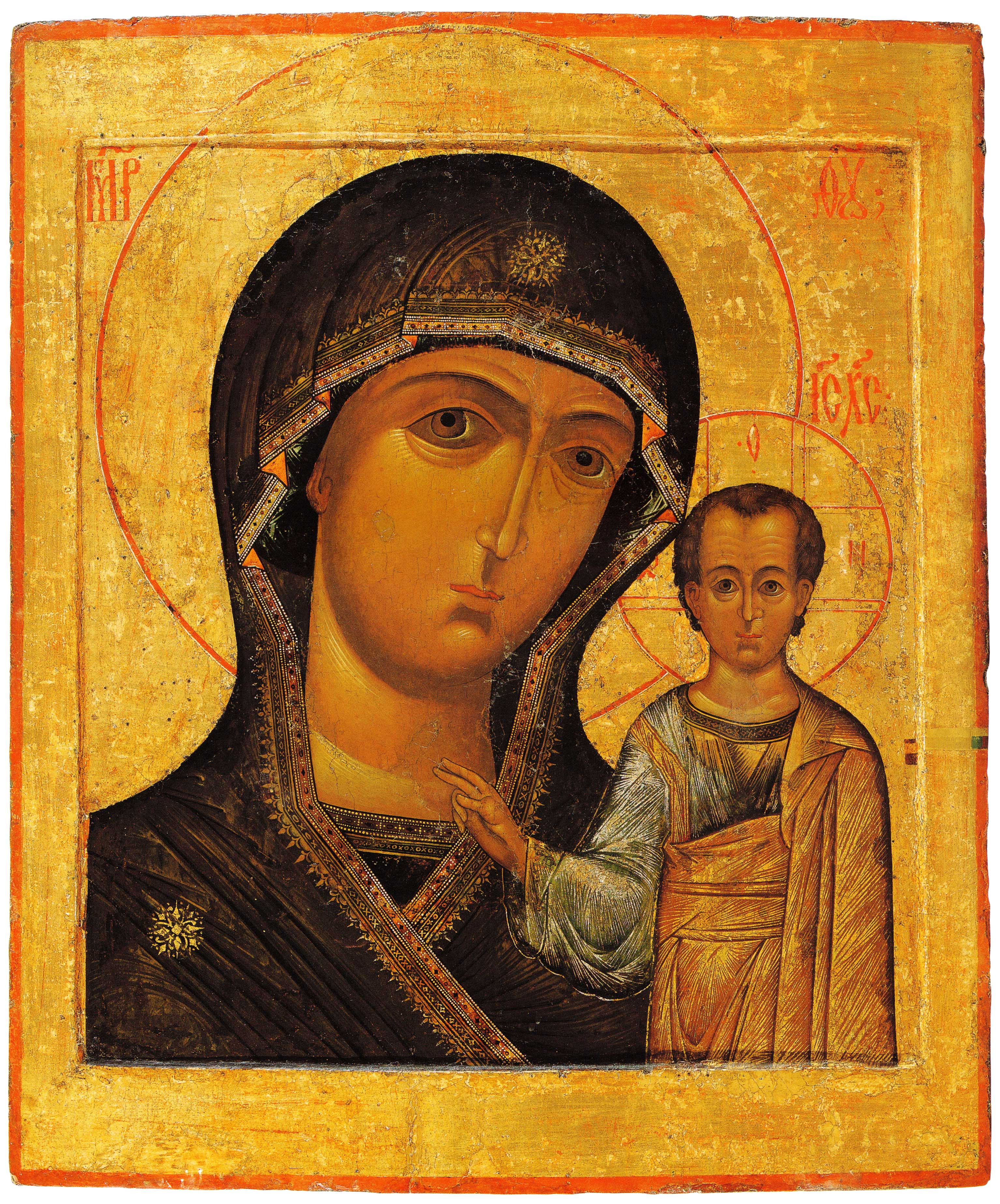
카잔의 성모, 1649 사본

카잔의 성모(러시아어: Казанская Богоматерь)는 러시아 카잔의 수호성인으로서 성모 마리아를 그린 러시아 정교회의 가장 거룩한 성화상(이콘) 가운데 하나이다. 로마 가톨릭교회에서도 카잔의 성모상의 모사품들을 제작하여 공경하고 있다. 카잔의 성모상은 수세기 동안 러시아의 수호자로 공경을 받아왔으며, 진품은 1904년에 절도당하여 파손되었을 것으로 추정된다. 모스크바와 상트페테르부르크 두 곳에 소재하고 있는 카잔 주교좌 성당들을 비롯하여 수많은 정교회 성당들이 카잔의 성모에게 봉헌되어 그를 주보성인으로 모시고 있다. 카잔의 성모 축일은 7월 21일과 11월 4일이다.